# Jean Zuléma Amussat

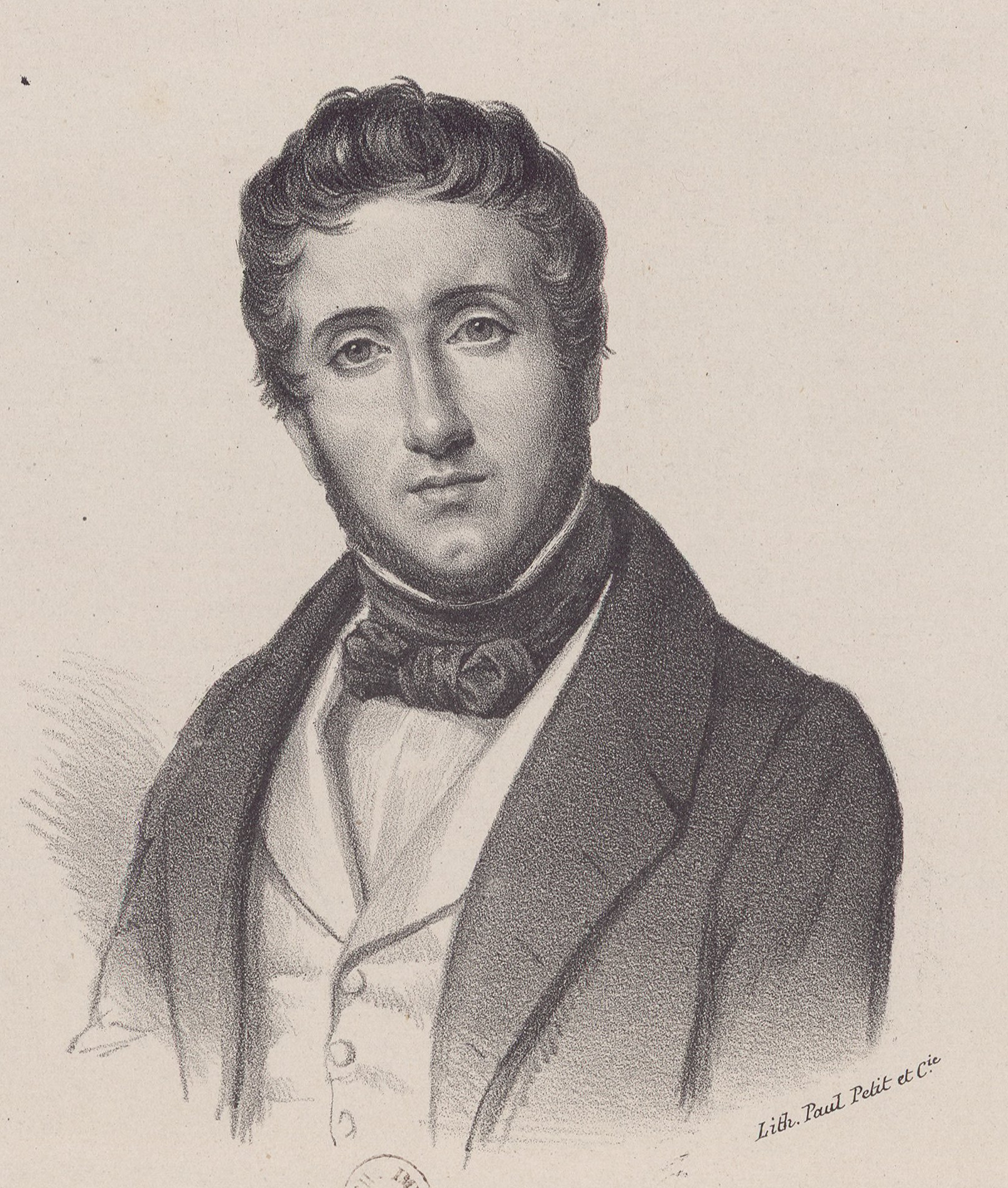
Jean Zuléma Amussat

Jean Zuléma Amussat, född 21 november 1796 i Saint-Maixent, departementet Deux-Sèvres, död 13 maj 1856, var en fransk kirurg.
Amussat var privatpraktiserande läkare i Paris, gav mycket besökta privata kurser i anatomi och kirurgi samt förvärvade sig genom många avhandlingar ett oförgätligt namn. Han uppfann eller förbättrade även många kirurgiska instrument, däribland de raka katetrarna, uretrotomerna och stenkrossningsinstrumenten.